# 弗洛伦斯 (阿拉巴马州)
弗洛伦斯（英語：Florence）位于美国亚拉巴马州西北部，是劳德代尔县的县治。
根据2000年美国人口普查，弗洛伦斯共有36,264人，其中白人占78.39%、非裔美国人占19.2%。